# Jennifer Higdon
Jennifer Higdon (* 31. prosince 1962 Brooklyn, New York, USA) je americká hudební skladatelka a flétnistka.
Narodila se v Brooklynu, avšak svých prvních 10 let strávila v Atlantě, než se přestěhovala do Tennessee. Téměř bez žádného pokročilého kursu flétny nastoupila na Bowling Green State University, aby dosáhla vzdělání ve hře na flétnu. Když během studia na této univerzitě potkala Roberta Spana, který učil dirigování, stal se Spano nejpřednějším mistrem americké orchestrální komunity, který měl na hudbu Higdon největší vliv. Na University of Pennsylvania pod vedením George Crumba studovala skladbu, zde nejprve získala titul magistry, později i doktorský titul. Následně obdržela umělecký diplom od Curtisova hudebního institutu, kde studovala spolu s Davidem Loebem.
Nyní vyučuje na Curtisově hudebním institutu a zároveň je skladatelkou Pittsburského symfonického orchestru. Její hudební styl užívá prvky tradiční tonality a zásadní přepracování osmitónové hudební stupnice. Mezi její nejznámější díla patří Concerto for Orchestra, City Scape a zejména pak Blue Cathedral (2000) – toto dílo bylo v Česku poprvé uvedeno Českou filharmonií v Praze roku 2007.